# Diocèse de Lodwar
 (mars 2019).

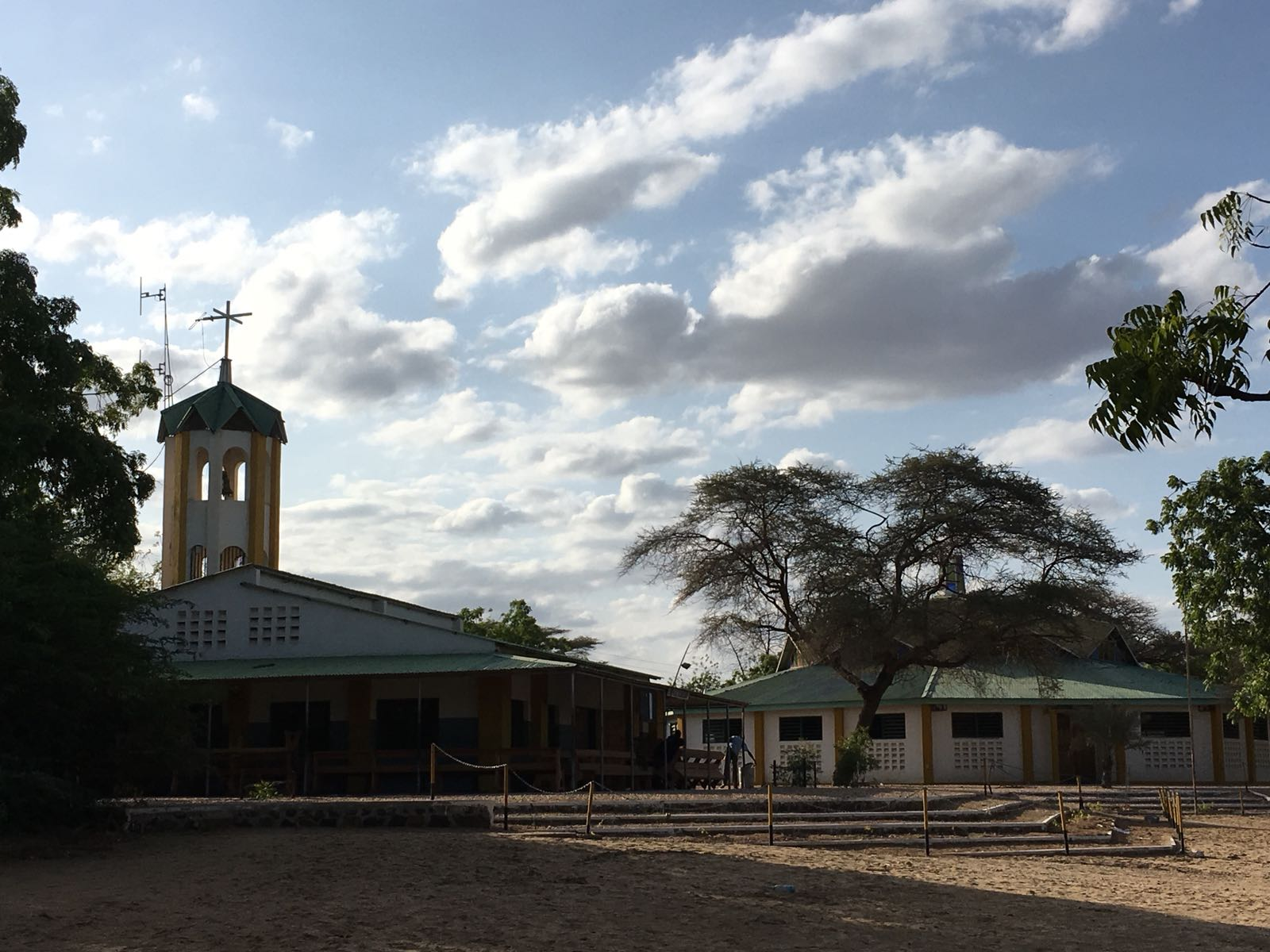
Diocèse de Lodwar au Kenya

Le diocèse de Lodwar (latin : Dioecesis Loduarinus) est un diocèse dont le siège est Lodwar au Kenya dans la vallée du Rift. Il fait partie de la province ecclésiastique de Kisumu.

## Histoire
- 11 janvier 1968: établissement de la préfecture apostolique de Lodwar à partir de territoire laissés par le diocèse d'Eldoret
- 30 janvier 1978: promue au rang de diocèse de Lodwar

Le diocèse de Lodwar prend naissance en 1968 comme préfecture apostolique séparée du diocèse d'Eldoret. Il comprend la région de Turkana, bordée au nord par le Soudan du Sud et à l'ouest par l'Ouganda. L'est est délimité par le lac Turkana et le sud est séparé du Kenya par les monts Cherangani et les hautes montagnes de Pokot.
Le diocèse de Lodwar est bordé de sept autres diocèses : le diocèse de Kitale, et ceux de Nakuru, de Maralal au Kenya, et le diocèse de Torit au Soudan du Sud, les diocèses de Kotido et de Moroto en Ouganda, et enfin le diocèse de Jimmabonga en Éthiopie.
Le diocèse a célébré le cinquantenaire le 8 décembre 2012 (date de l'Immaculée-Conception) de l'arrivée du premier missionnaire. En 2015, le diocèse comptait vingt-sept paroisses avec onze prêtres autochtones, quarante-huit prêtres missionnaires, seize religieux et soixante religieuses, pour environ 95 000 baptisés. Le diocèse, qui se trouve dans la région particulièrement pauvre de Turkana, tente de faire face aux multiples besoins.

## Statistiques
| année | baptisés | population totale | pourcentage | prêtres | dont séculiers | dont réguliers | catholiques par prêtre | diacres | religieux | religieuses | paroisses |
| ----- | -------- | ----------------- | ----------- | ------- | -------------- | -------------- | ---------------------- | ------- | --------- | ----------- | --------- |
| 1970  | 540      | 165 000           | 0,3         | 11      |                | 11             | 49                     |         | 11        | 4           |           |
| 1980  | 7 500    | 185 500           | 4,0         | 18      | 2              | 16             | 416                    |         | 17        | 20          |           |
| 1990  | 12 100   | 211 000           | 5,7         | 25      | 5              | 20             | 484                    |         | 23        | 34          | 9         |
| 1999  | 210 000  | 250 000           | 84,0        | 33      | 13             | 20             | 6.363                  |         | 24        | 44          | 14        |
| 2000  | 215 000  | 250 000           | 86,0        | 35      | 15             | 20             | 6.142                  |         | 24        | 35          | 14        |
| 2001  | 350 000  | 450 000           | 77,8        | 34      | 13             | 21             | 10.294                 |         | 26        | 34          | 15        |
| 2002  | 39 685   | 447 000           | 8,9         | 42      | 13             | 29             | 944                    |         | 35        | 42          | 16        |
| 2003  | 43 915   | 477 000           | 9,2         | 45      | 10             | 35             | 975                    |         | 41        | 47          | 18        |
| 2004  | 48 759   | 477 000           | 10,2        | 57      | 8              | 49             | 855                    |         | 56        | 50          | 20        |
| 2013  | 92 418   | 630 000           | 14,7        | 50      | 19             | 31             | 1 848                  |         | 44        | 70          | 25        |
| 2016  | 108 097  | 855 399           | 12,6        | 58      | 24             | 34             | 1 863                  |         | 50        | 65          | 27        |

## Ordinaires

### Préfet apostolique
- 16 janvier 1968-30 janvier 1978 : John Mahon (John Christopher Mahon), S.P.S.

### Évêques
- 30 janvier 1978-17 février 2000 : John Mahon (John Christopher Mahon), S.P.S.
- 17 février 2000-5 mars 2011: Patrick Harrington (Patrick Joseph Harrington), S.M.A.
- 5 mars 2011- 16 novembre 2019 : Dominic Kimengich, nommé évêque d'Eldoret